# Parafia św. Józefa w Brzeziu
Parafia Świętego Józefa w Brzeziu – parafia rzymskokatolicka, znajdująca się w diecezji włocławskiej, w dekanacie brzeskim. 
Kościół parafialny pw. św. Józefa w Brzeziu został zbudowany w 1931 roku. Jest to świątynia jednonawowa, ufundowana przez Leopolda Juliana Kronenberga. 
Funkcję proboszcza od 2023 roku pełni ks. kan. mgr Paweł Pokora.